# Sémeries
Sémeries là một xã ở tỉnh Nord ở miền bắc nước Pháp. Xã này có diện tích 13,46 km², dân số năm 1999 là 540 người. Xã nằm ở khu vực có độ cao trung bình 206 mét trên mực nước biển.
Sémeries tọa lạc trong thung lũng Helpe trong vườn quốc gia Avesnois.